# ديجيمون وورلد ديجيتايز
ديجيمون وورلد ديجيتايز (بالإنجليزية: Digimon World Re:Digitize)‏ (باليابانية: デジモンワールド リ:デジタイズ)، هي أحد إصدارات ألعاب الديجيمون المعروفة بالوطن العربي بأبطال الديجيتال، تم إصدارها عام 2012 في اليابان بنظام بلاي ستيشن بورتبل، ونُشرت بواسطة بانداي نامكو، وفي عام 2013 أصدرت منها لعبة بنظام نينتندو 3دي إس تحت اسم ديجيمون وورلد ديجيتايز ديكود.